# Mapei

Mapei S.p.A. è un gruppo multinazionale italiano, tra i maggiori produttori mondiali di prodotti chimici per l’edilizia, con una presenza in tutti e cinque i continenti e 4,2 miliardi di euro di fatturato consolidato nel 2023.

## Storia
Nel 1937 Rodolfo Squinzi fonda a Milano, dove ha tuttora il quartier generale, Mapei (Materiali Autarchici per l’Edilizia e l’Industria, successivamente Autarchici cambiato in Ausiliari) dedicata alla produzione di pitture. Successivamente l’azienda inizia a dedicarsi alla produzione di adesivi e prodotti per la posa di materiali resilienti e piastrelle ceramiche.
L’ingresso in azienda di Giorgio Squinzi, chimico industriale figlio di Rodolfo, contribuisce alla crescita e al successo di Mapei. Grazie al suo contributo si amplia l’offerta di prodotti e inizia la prima fase di internazionalizzazione con l’apertura nel 1978 del primo stabilimento in Canada a Laval.
Giorgio Squinzi diviene Amministratore Unico di Mapei nel 1984. Con le sue importanti intuizioni e con il sostegno della sorella Laura, avvocato, che gestisce gli aspetti legali e societari, condividendo strategie e nuovi investimenti, segna un nuovo capitolo per lo sviluppo della società portandola ad una dimensione internazionale.
Fondamentale anche il contributo di Adriana Spazzoli, direttore Marketing e Comunicazione Mapei fino al 2019, nel curare le attività di Comunicazione e Marketing aumentando la notorietà del marchio in tutto il mondo, anche attraverso iniziative di sponsorizzazione sportiva.
Nel 2019 assumono la direzione del Gruppo come Amministratori Delegati i figli Veronica e Marco, in azienda dalla seconda metà degli anni ’90. Nel Consiglio di Amministrazione Mapei figurano anche Laura Squinzi, in qualità di Presidente, e Simona Giorgetta, membro del CdA.
Coerenti con la strategia di crescita che ha sempre contraddistinto la storia di Mapei, Marco e Veronica Squinzi guidano l’azienda in una nuova fase ampliando l’offerta di prodotti e portando avanti l’espansione del Gruppo in tutto il mondo.

## Attività
Mapei è presente nel mercato dell’edilizia con un’offerta completa composta da oltre 25 linee di prodotto per soddisfare tutte le esigenze del costruire: dalla posa di ceramica a quella dei resilienti, dagli additivi per calcestruzzo ai sistemi di isolamento termico e acustico, dalle soluzioni per il rinforzo strutturale a quelle per il recupero fino ad arrivare ai prodotti per nicchie di mercato quali gli additivi di macinazione per le cementerie, i sistemi per le gallerie, le strade e le opere in sotterraneo, le soluzioni per l’industria navale.
Grazie alla qualità dei suoi prodotti, al servizio di assistenza tecnica e consulenza sui cantieri, particolarmente apprezzato da progettisti e professionisti, Mapei è partner in migliaia di progetti nel mondo, dalle grandi infrastrutture agli edifici iconici.
Motore della crescita di Mapei è anche l’attività di Ricerca & Sviluppo alla quale il Gruppo dedica importanti sforzi in termini di investimenti e di risorse. Il Centro di Ricerca Corporate di Milano coordina il lavoro degli oltre 30 laboratori R&S di tutto il mondo e svolge la funzione di Laboratorio di analisi centrale. I centri, dotati di strumenti all'avanguardia, collaborano costantemente con Università e Istituti di Ricerca scientifica e industriale in tutto il mondo.
Negli anni Mapei ha contribuito alla realizzazione delle più importanti opere architettoniche e infrastrutturali a livello globale. In Italia, tra i tanti progetti, ha partecipato alla realizzazione del ponte San Giorgio di Genova, al restauro del Teatro alla Scala di Milano, al progetto MIND – Milan Innovation District.
Nel mondo ha preso parte ai lavori del Museo Guggenheim di New York, dell’iconico Museo Louvre di Abu Dhabi. Ha lavorato per le Petronas Twin Towers a Kuala Lumpur; l’avveniristico aeroporto di Singapore Jewel Changi. Il Canale di Panama, l’opera ingegneristica più ambiziosa al mondo; la metro di Riyadh in Arabia Saudita, considerato il più grande sistema di trasporto pubblico al mondo.

## Impegno nel sociale
Mapei sostiene numerose realtà, istituzioni e manifestazioni considerando il supporto alla cultura e allo sport espressione del proprio impegno verso le persone e il territorio. Consapevole che la cultura rappresenta il fondamento e l’identità di una comunità, Mapei si è sempre impegnata nel sostegno concreto alle più importanti istituzioni con il coinvolgimento in progetti di realizzazione o rispristino di luoghi d’arte in tutto il mondo – come il Museo Solomon R. Guggenheim di New York, la Sacrestia Aquilonare del Duomo di Milano e il Teatro San Carlo di Napoli – che, a volte, ha dato origine anche a un lavoro di collaborazione e supporto continuativo. 
Dal 2008 Mapei è Fondatore Permanente del Teatro alla Scala di Milano e dal 2016 al 2019 Giorgio Squinzi ha fatto parte del Consiglio di Amministrazione. 
Dal 2016 collabora con la Veneranda Fabbrica del Duomo del Milano e ha aderito ai progetti “Adotta una Guglia” e “Adotta una statua”. 
Tra le tante realtà che conosce e supporta, è al fianco della Collezione Peggy Guggenheim, aderendo al Progetto Guggenheim Intrapresae, e del Museo Civico San Domenico di Forlì, partecipando come Partner a grandi esposizioni di rilievo internazionale.  
Con l’impegno nello sport, in particolare calcio e ciclismo, sia a livello professionale che amatoriale, Mapei promuove quei valori che fanno parte del suo DNA come il talento, il lavoro di squadra, l’entusiasmo, la grinta e la perseveranza nell’affrontare nuove sfide. La prima avventura nel mondo dello sport inizia nel 1993 con la sponsorizzazione di una squadra professionistica di ciclismo che è stata al vertice di tutte le graduatorie internazionali per molti anni, totalizzando 654 vittorie. Questa esperienza porta il marchio Mapei a essere conosciuto e riconoscibile in tutto il mondo, anche grazie all’identità visiva del team, da tutti identificata come la squadra dei cubetti per il motivo rappresentato su pantaloncini e maglie. Una piccola rivoluzione colorata nell’abbigliamento di questo sport. La sponsorizzazione della squadra di ciclismo termina nel 2002, ma Mapei continua a essere vicina a questo sport sostenendo eventi di rilevanza internazionale. Dal 2008 il Gruppo è Main Partner dell’Union Cycliste Internationale per i Campionati del Mondo di Ciclismo su Strada.
Dal 2003 è proprietario dell’U.S. Sassuolo Calcio, la squadra della città simbolo del distretto della ceramica. Per supportare l’attività della squadra nel 2013 l’azienda ha acquistato lo stadio di Reggio Emilia, che ha preso il nome di Mapei Stadium, un esempio nel settore dell’impiantistica sportiva nazionale ed internazionale, e nel 2019 ha inaugurato il Centro Sportivo Mapei Football Center, uno dei più moderni centri sportivi d’Europa.
Il Gruppo supporta anche il Centro Ricerche Mapei Sport, nato nel 1996 per supportare con razionalità scientifica e con un corretto approccio etico gli atleti della squadra ciclistica professionistica Mapei. Il Centro svolge attività di ricerca scientifica e fornisce assistenza agli atleti di ogni livello al fine di migliorare la loro prestazione attraverso programmi di allenamento e valutazione biomeccanica individuale.